# René Ach
 (décembre 2024).
René Ach est un sculpteur et designer français né le 5 janvier 1940 à Fresnes-sur-Apance et mort dans le 15e arrondissement de Paris le 28 septembre 2006. Il est le petit-fils de René-Jacques Lévy dont il hérite du prénom et qui est l'un des inventeurs de l'air liquide, mort dans le naufrage du Titanic.

## Biographie
René Ach est ingénieur diplômé de l’École des arts et métiers et crée des meubles, des jeux et des jouets entre autres pour Nathan, certains faisant l'objet de brevet,,,, en particulier des personnages acrobates qui s'emboitent les uns dans les autres,,. Il collabore à la conception d'engins de manutention pour Fenwick, d'appareils électroniques pour Thomson, de briquets pour Dupont et Cricket, d'objets de cuisine et de table pour Létang et Rémy. Il publie en 1977 un livre d'origami, avec Siméon Colin, Jeux de papier
Après avoir travaillé chez Technès, une agence d’études dans le domaine de l’esthétique industrielle où il collabore avec Roger Tallon, il devient professeur au département de design créé par Roger Tallon en 1963 à l’École Nationale des Arts Décoratifs (ENSAD), où il côtoie Jacques Gaucheron, Boris Taslitzky, Emmanuel Auricoste, Yves Charnay. Il crée dans son atelier des Frigos de nombreuses sculptures en métal, souvent animées à l'aide d'une manivelle et participe régulièrement à des expositions. Il travaille dans les années 80 sur des représentations de sculptures animées en images de synthèse dans l'Atelier d'Image et d'Informatique de l'ENSAD. 

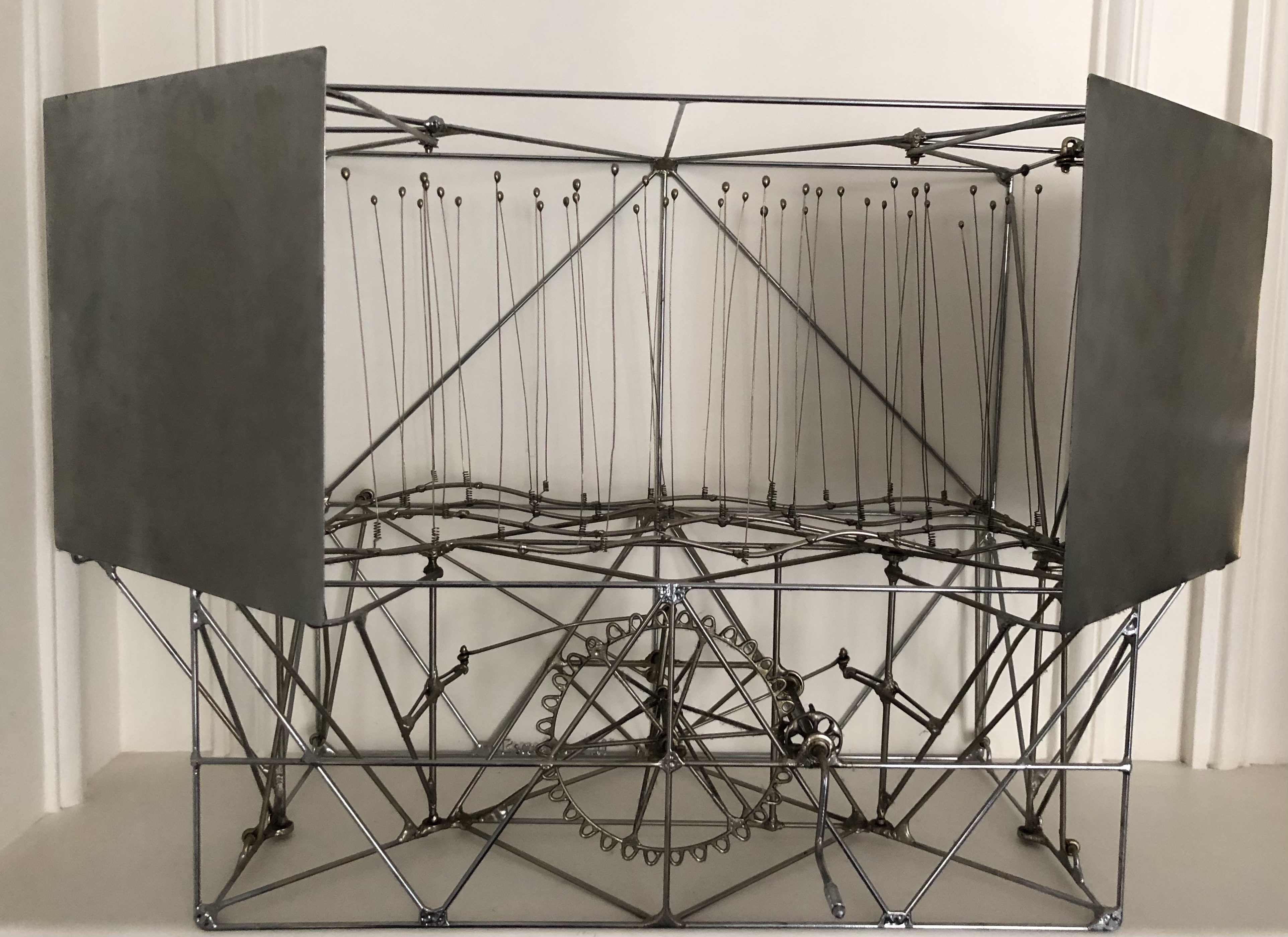
Du Champ, sculpture de René Ach.

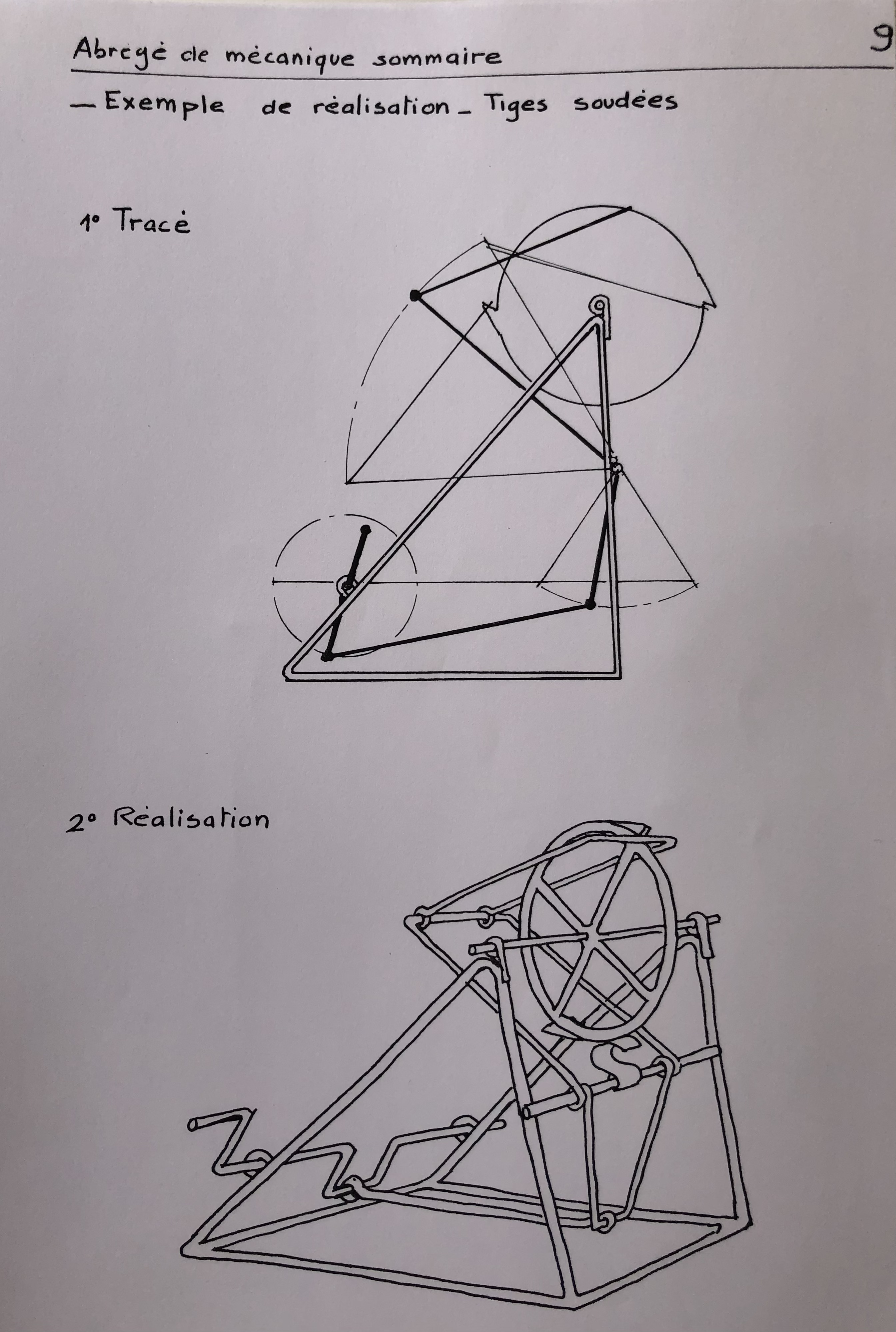
"Abrégé de mécanique sommaire", extrait de cours de design par René Ach, ENSAD 2005.

À la mort de René Ach, le photographe Jérôme Plon réalise un film qui met en scène ses sculptures.